# Gyula Peidl
Gyula Peidl (4. dubna 1873 Ravazd – 22. ledna 1943 Budapešť) byl maďarský odborový předák a sociálnědemokratický politik, který v srpnu 1919 sloužil šest dní jako předseda vlády Maďarska a hlava státu. Jeho politický vrchol přišel k jeho smůle v období politické nestability po konci první světové války.

## Život
Jeho otec byl řezník, zemřel však brzy, a tak Peidla vychovala matka sama. V letech 1886 až 1890 se vyučil sazečem v tiskárně Franklin Company. Poté absolvoval několik studijních cest po Rakousku, Švýcarsku a Německu, kde se dostal do kontaktu se sociálnědemokratickým hnutím a také se naučil německy. Po návratu domů vedl v letech 1900 až 1908 a znovu od roku 1909 tiskařské odbory. V roce 1904 byl jedním ze zakládajících členů Všeobecného spotřebního družstva (ÁFOSZ). V roce 1908 byl zvolen jeho tajemníkem. Pracoval i jako novinář, redigoval týdeníky Typographia a Szövetkezeti Értesítő. Působil také jako člen správní rady Národního fondu pojištění pracovníků (Országos Munkásbiztosító Pénztár). V roce 1909 vstoupil do vedení Sociálnědemokratické strany Maďarska (Magyarországi Szociáldemokrata Párt).
Po vyhlášení první maďarské republiky roku 1918 byl jmenován ministrem práce a sociálních věcí ve vládě Dénese Berinkeyho. Byl proti spojení sociálnědemokratické strany se Stranou komunistů v Maďarsku na počátku Maďarské republiky rad. Rezignoval po tomto spojení na svou pozici ve vedení, ale členem nové strany (nazvané Socialistická strana Maďarska) zůstal. 1. srpna 1919 Maďarská republika rad padla, pod vojenským tlakem rumunské armády. Moc uchopila vláda tvořená sociálními demokraty a odboráři. Do jejího čela byl předsedou Ústřední výkonné rady Sándorem Garbaiem postaven právě Peidl. Pozice vlády však byla slabá. Na svém prvním zasedání 2. srpna 1919 oficiálně rozpustila Maďarskou republiku rad a vyhlásila znovu Maďarskou lidovou republiku. Lidové soudy byly rozpuštěny a bývalí političtí vězni byli propuštěni z vězení. Bývalým soukromým vlastníkům byly vráceny znárodněné nemovitosti. Návratu znárodněného majetku se však nedočkaly majitelé půdy, aby si vláda nerozhněvala drobné rolnictvo. Do vlády byla ze stejného důvodu pozvána Národní malorolnická a agrární dělnická strana. Peidlova vláda se snažila Spojencům, jež intervenovaly proti republice rad, demonstrovat svůj rozchod s předchozí vládou a ochotu prosazovat umírněnou politiku. Spojenci však odmítli novou vládu uznat kvůli tomu, že měla pouze socialistické členy. Rumunská okupační armáda v Budapešti dokonce odmítla novou vládu chránit před pravicovými ozbrojenci. Peidl požádal o Spojeneckou (britsko-francouzskou) okupaci, aby se zbavil rumunských vojsk a posílil svou pozici, ale nebylo mu vyhověno. 4. srpna 1919 vláda rozpustila Rudou gardu a zřídila maďarskou policii. Tajně nařídila zatýkat komunistické vůdce. 5. srpna zahájila jednání s liberálními stranami. Téhož dne Peidlova vláda stáhla z oběhu měnu Maďarské republiky rad a vrátila do oběhu znovu měnu monarchie. Přesto jen obtížně bránila chaosu, v ulicích Budapešti se rabovalo i lynčovalo.
Pravicové síly mezitím chystaly spiknutí s cílem dosadit k moci uherského prince (a rakouského arcivévodu) Josefa Augusta. V noci 4. srpna 1919 byl princ přivezen ze svého hradu do Budapešti s plánem, že se příštího dne chopí moci. Peidl obdržel z Vídně sdělení, že Spojenci podpoří vládu, pokud bude zahrnovat buržoazní strany, což povzbudilo konzervativce k urychlení jejich plánů, podporovaných Traianem Moșoiuem, rumunským vojenským guvernérem Budapešti. 6. srpna 1919 již byla policie a část armády v rukou pravicových spiklenců. Odpoledne zatkli ministra vnitra Károlyho Peyera a dozvěděli se, že vláda zasedá v Sándorově paláci. Generál Ferenc Schnetzer obsadil s rumunskou podporou bez odporu ministerstvo obrany. Čtyřicet jízdních policistů a důstojníků pak vstoupilo do budovy vlády a donutilo Peidla k demisi. Ten k tomu přistoupil po obdržení příslibů osobní bezpečnosti a vytvoření široké koaliční vlády. 7. srpna 1919 vstoupil do hlavního města rumunský král Ferdinand I. Ve stejný den se princ Josef August stal regentem a průmyslník István Friedrich vybudoval novou vládu. Převrat zmařil rodící se možnosti spolupráce mezi sociálními demokraty a liberály, což poznamenalo charakter celého meziválečného období v Maďarsku. Znemožnil také zapojení některých prominentních politických osobností do nového režimu - těch, které byly proti uchopení moci násilím.
Po převratu se Peidl stal opět předsedou tiskárenského odborového svazu. Zúčastnil se ještě rozhovorů o velké koalici, které začátkem listopadu zprostředkoval spojenecký zástupce George Clerk, ale po mnoha výhrůžkách smrtí od krajně pravicových polovojenských skupin odešel 18. listopadu 1919 do exilu v Rakousku. Pobýval ve Vídni a v obci Sankt Radegund bei Graz, kde pracoval jako korektor. Do Maďarska se vrátil v listopadu 1921. Znovu se věnoval odborářské činnosti. Stal se prezidentem Všeobecného spotřebního družstva. Aktivně se podílel na restrukturalizačním procesu sociálně demokratické strany jako významný člen jejího umírněného a antikomunistického křídla. V parlamentních volbách v roce 1922 byl zvolen poslancem za Segedín. Od roku 1922 do roku 1931 vedl parlamentní skupinu Maďarské sociálně demokratické strany v jednokomorovém Národním shromáždění a poté ve Sněmovně reprezentantů. Když konzervativní kabinet Istvána Bethlena v roce 1924 požádal o půjčku Společnost národů, Peidl byl členem sociálnědemokratické výpravy do Londýna, která naléhala na britskou vládu, aby nesplnila žádost, dokud nebude znovu přijato všeobecné volební právo, zrušen numerus clausus a přijat zákon zaručující právo shromažďovací. Peidl odešel z politiky těsně před parlamentními volbami v roce 1931.